# Distretto di Xinwu
Il distretto di Xinwu (新吴区S, Xīnwú QūP) è un distretto della Cina, situato nella provincia di Jiangsu e amministrato dalla prefettura di Wuxi.